# Alfred Rohmeis
Alfred Rohmeis (* 21. November 1932 in Groß-Karben, Kreis Friedberg; † 28. November 2000 in Willich) war ein deutscher Politiker der SPD.

## Ausbildung und Beruf
Rohmeis besuchte zunächst die Volksschule und danach das Oberrealgymnasium. Er besuchte eine Eisenbahnfachschule und machte eine Ausbildung zum Junghelfer, zuständig für Betrieb, Verkehr und Verwaltung, bei der Deutschen Bundesbahn. Später war er Angestellter der Gewerkschaft der Eisenbahner Deutschlands. Von 1957 bis 1963 war er Jugendbildungsreferent in Frankfurt am Main. Außerdem war er auch Landesgeschäftsführer und pädagogischer Leiter dieser Weiterbildungseinrichtung.

## Politik
Rohmeis war seit 1961 Mitglied der SPD. Bis 1963 war er SPD-Ortsvereinsvorsitzender in Okarben, Hessen und von 1964 bis 1970 war er Vorsitzender des SPD-Ortsvereins Schiefbahn. Außerdem war er von 1964 bis 1970 Mitglied des Gemeinderates von Schiefbahn, wo er Fraktionsvorsitzender und erster stellvertretender Bürgermeister war. Von 1970 bis 1975 war er Bürgervertreter in Kempen bei Krefeld. Außerdem war Rohmeis von 1970 bis 1985 Stadtratsmitglied in Willich, wo er von 1970 bis 1975 auch erster stellvertretender Bürgermeister war.
Rohmeis rückte am 28. Januar 1985 in den Landtages von Nordrhein-Westfalen nach, in dem er bis zum Ende der neunten Wahlperiode am 29. Mai 1985 war.

## Ehrungen
Rohmeis wurde am 4. Juni 1993 mit dem Verdienstorden des Landes Nordrhein-Westfalen ausgezeichnet.